# Ranija al-Jasín
Její veličenstvo královna Ranija al-Jasín (arabsky: الملكة رانيا العبد الله Maliket Rania al-Abd Allah narozena 31. srpna 1970), též Ranija Jordánská je královna Jordánska jako manželka jordánského krále Abdalláha II.

## Život
Narodila se v Kuvajtu palestinským rodičům, kteří pocházeli z Tulkarmu. Absolvovala základní a střední školu v New English School v Kuvajtu, pak získala titul v oboru obchodní administrativa na Americké univerzitě v Káhiře. Po dokončení vysokoškolských studií odcestovala do Jordánska, kde zahájila svoji kariéru v bankovnictví. Poté pracovala v oblasti informačních technologií ve společnosti Apple Computers v Ammánu.

## Činnost
Královna Ranija usiluje o zajištění vzdělání dětí, a to jak v Jordánsku, kde se zaměřuje na kvalitu vzdělávání, tak i celosvětově. V tomto ohledu apeluje na světové vůdce, aby plnili své závazky v rozvoji všeobecného základního vzdělání, především pak v zemích, kde je celková situace vzdělanosti špatná.

### Manželství a děti

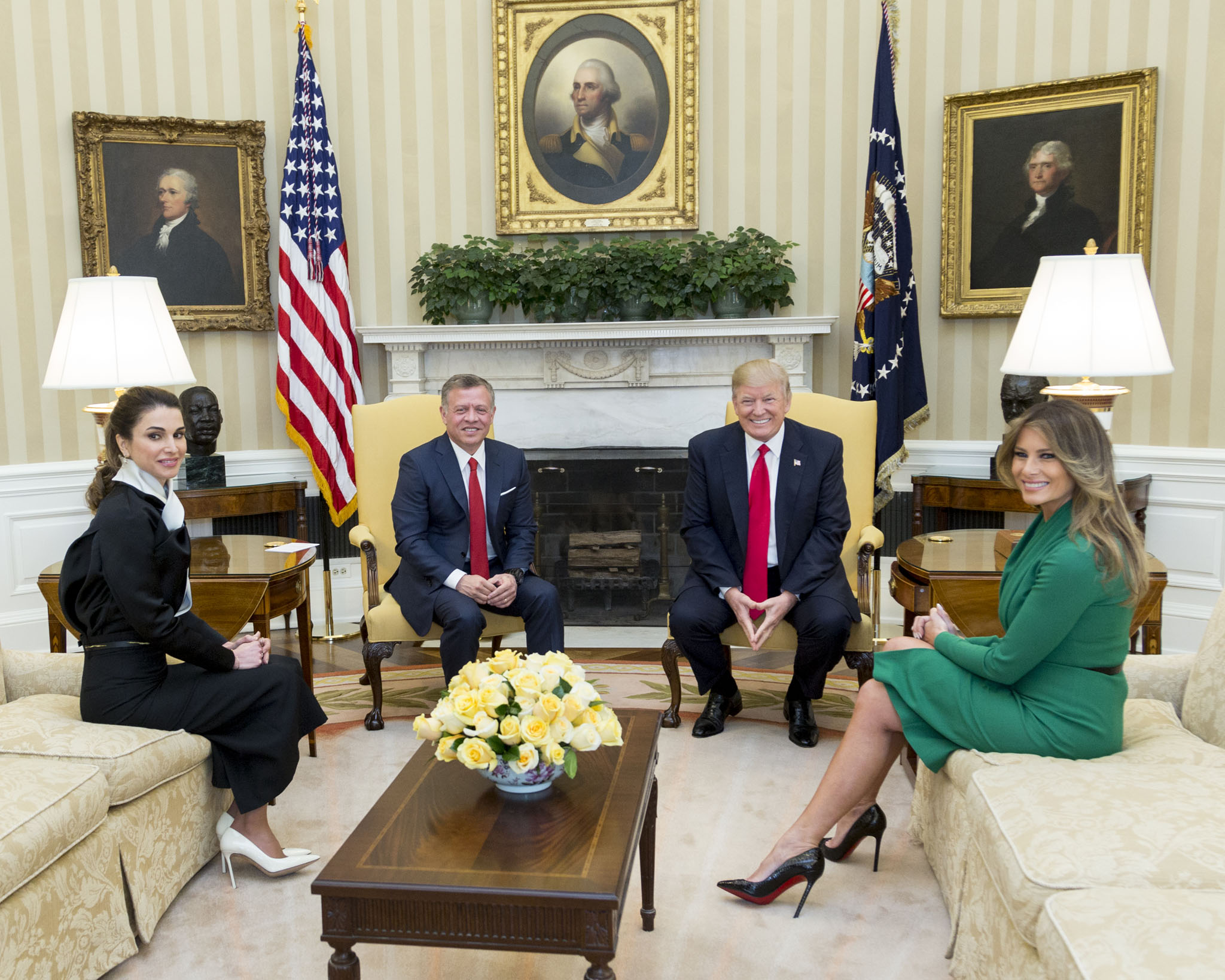
Královna Ranija a král Abdulláh II., Donald a Melania Trumpovi v Oválné pracovně (Duben 2017)

V srpnu 1992 se na večírku setkala s Abdulláhem II. Šest měsíců po svém seznámení veřejně oznámili zásnuby. Vzali se 10. června 1993. Společně mají čtyři děti:
- 1. Princ Husajn (28. 6. 1994 Ammán), korunní princ jordánský
- 2. Princezna Iman (27. 9. 1996 Ammán)
- 3. Princezna Salma (26. 9. 2000 Ammán)
- 4. Princ Hašem (30. 1. 2005 Ammán)

### Titul královny
Na rozdíl od svého manžela, který se stal králem 7. února 1999 se Ranija stala královnou až 22. března 1999. Do té doby byla známá pod titulem princezna.

## Vyznamenání

### Jordánská vyznamenání
- řetěz Řádu al-Husajna bin Alího – 9. června 1999

### Zahraniční vyznamenání
- dáma velkokříže Řádu Isabely Katolické – Španělsko, 18. října 1999[1]
- člen I. třídy Řádu al-Chalífy – Bahrajn, 4. listopadu 1999
- Řád drahocenné koruny I. třídy – Japonsko, 30. listopadu 1999
- velkohvězda Čestného odznaku Za zásluhy o Rakouskou republiku – Rakousko, 2001[2]
- Řád Serafínů – Švédsko, 7. října 2003
- dáma velkokříže Řádu Karla III. – Španělsko, 21. dubna 2006[3]
- dáma velkokříže Řádu nizozemského lva – Nizozemsko, 30. října 2006
- velkokříž Řádu prince Jindřicha – Portugalsko, 5. března 2008[4]
- Královský rodinný řád Bruneje I. třídy – Brunej, 13. května 2008
- velkokříž Řádu svatého Jakuba od meče – Portugalsko, 16. března 2009[4]
- velkokříž Řádu zásluh o Italskou republiku – Itálie, 19. října 2009[5]
- velkokříž Řádu Leopoldova – Belgie, 18. května 2016
- velkokříž speciální třídy Záslužného řádu Spolkové republiky Německo – Německo
- velkokříž Řádu svatého Olafa – Norsko

## Mezinárodní role a pozice
- V listopadu 2000 královna Raniju přizval Dětský fond Organizace spojených národů (UNICEF) k účasti na Celosvětové iniciativě vedení.